# Old Slains Castle
Old Slains Castle jinak známý také jako Old Castle Slains je zřícenina hradu blízko vesnice Collieston ve správní oblasti Aberdeenshire ve Skotsku. 

## Historie
Hrad ze 13. století byl původně majetkem Johna Comyna, hraběte z Buchanu. Po propadnutí jeho majetku ve 14. století věnoval král Robert I. Siru Gilbertu Hay hrad  jako uznání za jeho podporu v boji proti Angličanům. V roce 1594 vedl Francis Hay, 9. hrabě z Errollu neúspěšnou rebelii proti králi Jakubovi I. na jehož příkaz byl hrad zničen. Když se Francis Hay vrátil roku 1595 z exilu v Dánsku, nechal si postavit u vesnice Cruden Bay nový hrad New Slains Castle.  
I po zničení hradu byl poloostrov nadále obýván. V 18. století se zde nacházela rybářská vesnice. V roce 1845 zde bylo zaznamenáno 14 domů 84 obyvatel, ovšem na začátku 20. století byla vesnice již kompletně opuštěná. 

## Stavba
Stavba stála na malém úzkém skalnatém poloostrově u Severního moře. Původně se jednalo o silnou pěti patrovou obytnou věž, která byla odříznuta od pevniny suchým příkopem vedoucím skrze celou šíři poloostrova. Zeď bránící část směrem k pevnině byla přistavěna na začátku 16. století. 

## Současný stav
Z hradu zůstala stát jedna zeď s výškou zhruba 25 metrů. V 50. letech 20. století v místě ruin vznikl tří patrový dům sousedící s rybářským domkem z 18. století. Od roku 1991 zde proběhlo několik archeologických vykopávek, poslední v roce 2007. Hrad Slain je navržen pro zařazení pod ochranu památek Historic Environment Scotland.